# Dark Horse (cântec de Katy Perry)
Dark Horse este o melodie a cântăreței americane Katy Perry cu rapperul Juicy J. A fost lansată inițial pe 17 septembrie 2013, de către Capitol Records ca primul single promoțional din al patrulea album de studio al lui Perry, Prism (2013). Trei luni mai târziu, a fost lansat ca al treilea single oficial pe 17 decembrie. Ambii artiști au co-scris melodia împreună cu producătorii săi, Max Martin, Cirkut și Dr. Luke, alături de Sarah Hudson. A fost conceput de Katy Perry și Hudson în timpul unei sesiuni de scriere în orașul natal al lui Perry, Santa Barbara, California, iar Juicy J a fost comandat ulterior pentru un vers pe melodie.